# کولجیووه
کولجیووه (به ایتالیایی: Collegiove) یک کومونه در ایتالیا است که در استان ریتی واقع شده‌است.

## خصوصیات
کولجیووه ۱۰٫۷ کیلومترمربع مساحت و ۱۵۶ نفر جمعیت دارد و ۱٬۰۰۱ متر بالاتر از سطح دریا واقع شده‌است.